# Niměřice
Niměřice (en allemand : Nimierschitz) est une commune du district de Mladá Boleslav, dans la région de Bohême-Centrale, en République tchèque. Sa population s'élevait à 298 habitants en 2020.

## Géographie
Niměřice se trouve à 7 km à l'est-sud-ouest de Mladá Boleslav et à 44 km au nord-est de Prague.
La commune est limitée par Kováň et Kovanec au nord, par Pětikozly à l'est, par Strenice au sud-est, par Sovínky au sud-est, et par Doubravička à l'ouest.

## Histoire
La première mention écrite de la localité date de 1360.

## Administration
La commune se compose de trois quartiers :
- Niměřice
- Dolní Cetno
- Horní Cetno

## Transports
Par la route, Niměřice se trouve à 17 km de Mladá Boleslav et à 57 km du centre de Prague.